# Storm (Heather Nova)
Storm è il quinto album in studio della cantautrice e poetessa bermudiana Heather Nova, pubblicato nel 2003. È il primo disco indipendente dell'artista, dopo aver lasciato l'etichetta V2 Records. Nova ha finanziato lei stessa l'album e lo ha pubblicato in una manciata di paesi, tra i quali il grande mercato statunitense non è stato incluso. Tuttavia, nel 2007, la cantante ha riferito, sul suo sito web ufficiale, che stava cercando un modo per distribuire le sue pubblicazioni in America.
L'album è stato una collaborazione con la band "Mercury Rev".
Nel brano "Let's Not Talk About Love" Heather Nova canta in duetto con l'artista francese Benjamin Biolay.
Il singolo principale "River of Life" ha contribuito poco a incrementare le vendite dell'album a causa della mancanza di una diffusione radiofonica (a differenza dell'album "South") o di capacità commerciali. I fan di Nova avrebbero potuto interpretare la mancanza di un boom pop come una testimonianza dell'amore della cantante per la musica e del suo desiderio di svilupparsi ulteriormente come artista piuttosto che soccombere alle pressioni commerciali (che Heather Nova ha citato come il motivo per cui ha lasciato la sua precedente etichetta).
Al momento dell'uscita di "Redbird", un articolo promozionale pubblicato dall'etichetta discografica di Nova ha proposto una cifra di vendita di 400.000 copie per "Storm", una cifra elevata per un'edizione indipendente con distribuzione limitata e mancanza di qualsiasi trasmissione radiofonica per il singolo principale.

## Tracce
Testi e musiche di Heather Nova.
1. Let's Not Talk About Love – 3:20
2. You Left Me a Song – 3:37
3. Drink It In – 2:55
4. River of Life – 3:23
5. One Day in June – 4:34
6. Storm – 3:14
7. I Wanna Be Your Light – 4:16
8. Aquamarine – 2:52
9. All I Need – 3:35
10. Everytime – 3:08
11. Fool for You – 4:15

## Formazione[2]
- Heather Nova – voce, chitarra acustica
- Scott Petito – basso
- Carlos Anthony Molina – basso, pianoforte, organo Hammond
- Bassy Bob Brockmann – tecnico, mixaggio
- Brandon Mason – tecnico
- Matthew Cullen – tecnico
- Yaron Fuchs – tecnico